# Power Forward
Der Power Forward (dt. wörtlich „kraftvoller Angriffsspieler“), im Englischen auch Four bzw. 4, ist eine von fünf Positionen im Basketball. Er ist Teil des Frontcourts, zu dem auch Small Forward und Center gehören. In der Regel sind Power Forwards etwas kleiner als Center, dabei aber größer als die restlichen Positionen.

## Anforderungen und Spielweise

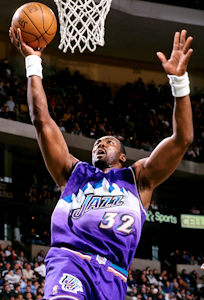
Karl Malone gilt als traditioneller Power Forward, der bevorzugt in Korbnähe punktet.

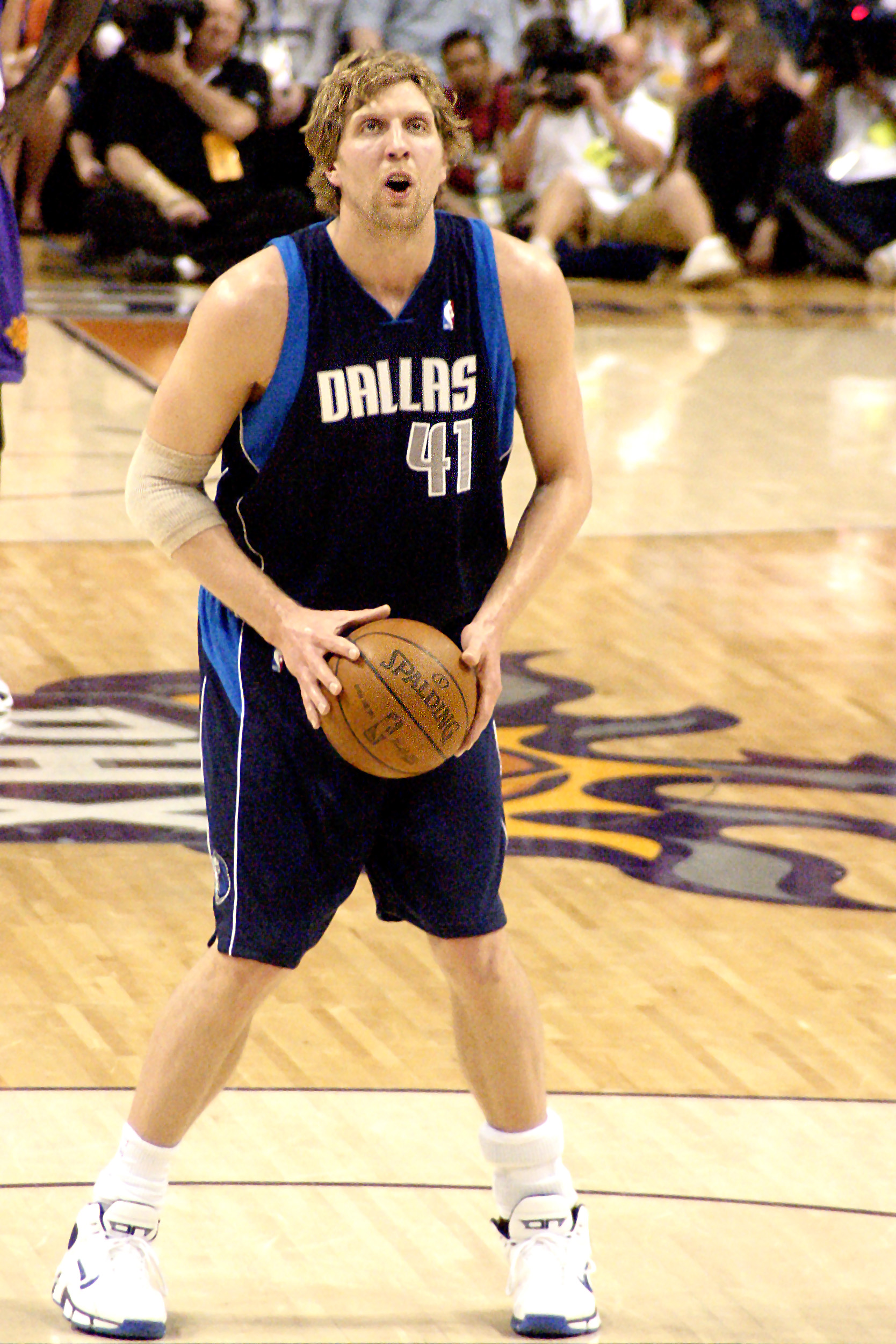
Dirk Nowitzki wird teils als „Stretch four“ bezeichnet, einem Begriff für Power Forwards, die häufig Distanzwürfe nehmen.

Der Power Forward punktet traditionell ebenso wie der Center nahe dem Korb und ist für die Reboundarbeit – das Erobern von Bällen nach Abprallern vom Brett oder vom Ring – in der Offensive und Defensive mitverantwortlich.
In den letzten Jahren haben sich die Anforderungen an einen Power Forward jedoch grundlegend verändert. Viele Teams legen Wert darauf, dass ihre Power Forwards regelmäßig Dreier werfen und dadurch das Spiel öffnen. Im amerikanischen wird dafür der Begriff Stretch four verwendet, was wörtlich übersetzt einen Power Forward, der „das Spielfeld streckt“ oder „breiter macht“, bedeutet. Dies führt auch dazu, dass mittlerweile viele Spieler auf der 4 spielen, die eigentlich die Größe eines Small Forwards haben bzw. früher Small Forward spielten.

## Geschichte
Die Bezeichnung „Forward“ stammt aus der Entstehungszeit der Sportart Basketball, als man die Spieler – wie im Fußball – in Angreifer (Forwards) und Verteidiger (Guards) einteilte. Der Forward war hauptsächlich für das Punkten zuständig und zwar in erster Linie durch Ziehen zum Korb. Die Einteilung in Small- und Power Forward existiert in dieser Form erst seit den 1970er Jahren. Zuvor unterschied man die beiden Positionen nicht, sondern gab ihnen ähnliche Aufgaben, wobei diese mehr dem Aufgabenfeld des heutigen Small Forwards glichen. Die meisten NBA-Teams der 1960er Jahre und früher hatten deshalb in der Regel zwei sehr ähnliche Spieler auf der 3 und 4, wie zum Beispiel die Philadelphia 76ers mit Chet Walker und Billy Cunningham.
Seit den 1970er Jahren begann man, einem filigranen Center einen bulligen Forward zur Seite zu stellen, sozusagen als Enforcer (beispielsweise Maurice Lucas neben Bill Walton oder Spencer Haywood neben Bob McAdoo). Aus dem Spiel dieser ursprünglich eher zu klein geratenen Center entwickelte sich die Position des Power Forwards.
In den 1970er Jahren hatte beinahe jedes Team einen Enforcer in ihren Reihen. Und ebenso wie im Eishockey (woher die Bezeichnung „Enforcer“ ursprünglich kommt) wurde das Spiel dadurch brutalisiert. Am 9. Dezember 1977 kam es beim Spiel der Los Angeles Lakers und Houston Rockets zu einem einschneidenden Ereignis: Lakers-Enforcer Kermit Washington traf Rockets-Spieler Rudy Tomjanovich mit einem Faustschlag derart hart am Kopf, dass diesem der vordere Schädel zertrümmert wurde. Tomjanovich überlebte diese Verletzung nur knapp, und anschließend sah sich die NBA gezwungen, die Faustkämpfe zu unterbinden.
Mit Kevin McHale kam am Anfang der 1980er Jahre der Prototyp eines Power Forwards in die NBA. Dank seines großen Repertoires an Angriffsbewegungen gehörte McHale lange zu den besten Spielern der NBA und wurde 1999 in die Naismith Memorial Basketball Hall of Fame aufgenommen. Wie McHale gehörten viele der ihm nachfolgenden Power Forwards zu den offensivstärksten Spielern der NBA, angefangen bei Charles Barkley und Karl Malone über Chris Webber bis Kevin Garnett, Tim Duncan und Dirk Nowitzki. Gerade letztere zeichnen sich dabei durch außergewöhnliche Vielseitigkeit im Angriff aus.
Die heutige Power Forward-Generation wird von Spielern wie Blake Griffin, LaMarcus Aldridge oder Anthony Davis geprägt, die neben den traditionellen Aufgaben eines Vierers auch regelmäßige Distanzwürfe nehmen, um so das Spielfeld zu öffnen.